# Campionato nordamericano maschile di pallavolo 1969
Il I campionato nordamericano maschile di pallavolo si è svolto nel 1969 a Città del Messico, in Messico. Al torneo hanno partecipato 8 squadre nazionali nordamericane e la vittoria finale è andata per la prima volta a Cuba.

## Classifica finale
| Classifica | Squadre     |
| ---------- | ----------- |
|            | Cuba        |
|            | Messico     |
|            | Stati Uniti |
| 4          | Canada      |
| 5          | Haiti       |
| 6          | Porto Rico  |
| 7          | Panama      |
| 8          | Guatemala   |